# Torre albarrana

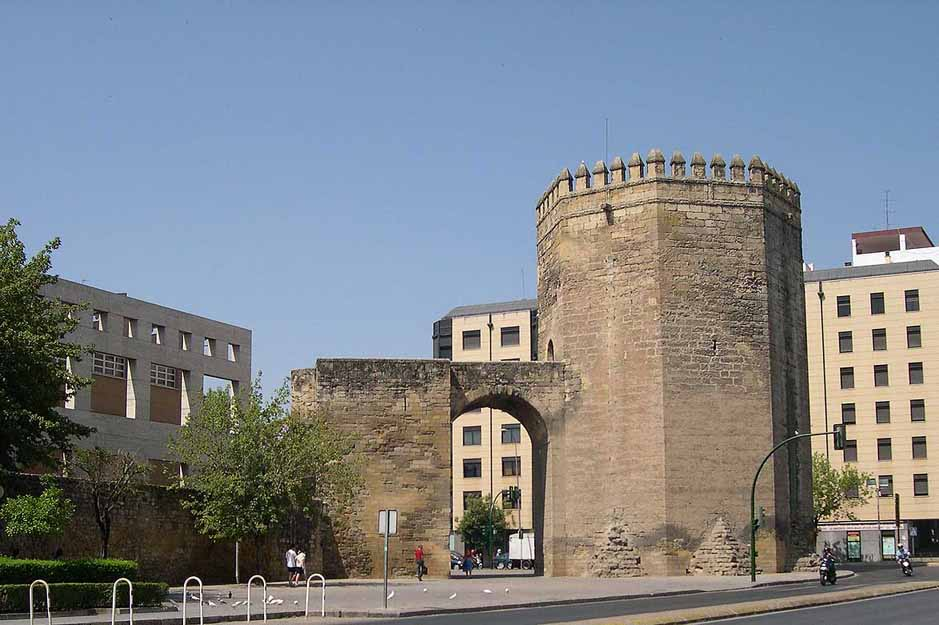
Torre de la Malmuerta, Còrdova (Espanya)

Una torre albarrana és una torre que és part d'un recinte fortificat amb el qual té comunicació, encara que generalment exempta de la muralla i connectada a aquesta mitjançant un petit arc o pont, que pogués ser destruït fàcilment en cas que la torre caigués en mans de l'enemic. Pot anar també adossada com a gran baluard però en aquest cas és d'una més gran dimensió que les altres. Segons el DCVB, albarrana prové del mot albarran, i aquest al seu torn de l'àrab. hispànic al-barrāna ('la de fora').
Serveix de talaia però també per a hostigar a l'enemic que es prova d'acostar o de sobrepassar la muralla.
Exemples de torres albarranes poden ser les torres del Oro i la de la Plata a Sevilla, la de la Malmuerta a Còrdova, la Torre de Espantaperros a Badajoz (l'alcassaba de la qual posseeix diversos exemples d'aquestes torres), les quatre del castell de Piedrabuena prop d'Alburquerque o el Castell de Santibáñez el Alto Arxivat 2015-05-26 a Wayback Machine. o San Juan de Máscoras. La més alta concentració de torres albarranes es troba a Talavera de la Reina, a Espanya.